# Buggisch Peak
Der Buggisch Peak ist ein 1445 m hoher Berg im westantarktischen Ellsworthland. In der Heritage Range des Ellsworthgebirges ragt er in den Edson Hills 1,5 km südwestlich des Lester Peak auf.
Der United States Geological Survey kartierte ihn anhand eigener Vermessungen und Luftaufnahmen der United States Navy aus den Jahren von 1961 bis 1966. Das Advisory Committee on Antarctic Names benannte ihn nach dem deutschen Geologen Werner Buggisch (1943–2019), der von 1979 bis 1980 im Rahmen des United States Antarctic Research Program im Ellsworthgebirge tätig war.